# Karl Peter Röhl
Karl Peter Röhl (Kiel, 12 september 1890 - aldaar, 25 november 1975), beter bekend als Peter Röhl, was een Duits schilder, graficus en ontwerper.
Hij volgde van 1906 tot 1909 een schildersopleiding in Kiel. Van 1908 tot 1910 studeerde hij aan de Städtische Handwerk- und Kunstgewerbeschule (kunstnijverheidsschool) in diezelfde plaats.
In 1910/1911 verhuisde hij naar Berlijn, waar hij zijn opleiding voortzette. Van 1912 tot 1914 studeerde hij aan de Großherzoglich Sächsischen Hochschule für Bildende Kunst in Weimar.
Van 1914 tot 1918 was hij soldaat in de Eerste Wereldoorlog. Na de oorlog keerde hij terug naar Kiel. In 1919 werd hij Jungmeister aan het Bauhaus in Weimar. In 1921 ontmoette hij daar de Nederlandse kunstenaar Theo van Doesburg, in wiens tijdschrift De Stijl hij op eigen verantwoording het manifest-achtige ‘Die Ausmalung des Residenz-Theaters in Weimar‘ publiceerde.
In 1922 nam hij deel aan het door Van Doesburg georganiseerde Internationaal congres van constructivisten en dadaïsten. In 1926 werd hij docent aan de Städelschule in Frankfurt am Main, maar werd daar in 1942 ontslagen.

## Publicaties
- Peter Röhl (september 1921) 'Die Ausmalung des Residenz-Theaters in Weimar', De Stijl, 4e jaargang, nummer 9, pp. 143–144.
- Peter Roehl (1927) 'Das Beginn und die Entwicklung des Stil's 1921 in Weimar', De Stijl, 7e jaargang, nummer 79/84, pp. 103–104.